# Butylhexanoat
Butylhexanoat ist ein Carbonsäureester, der sich von 1-Butanol und Hexansäure ableitet.

## Vorkommen

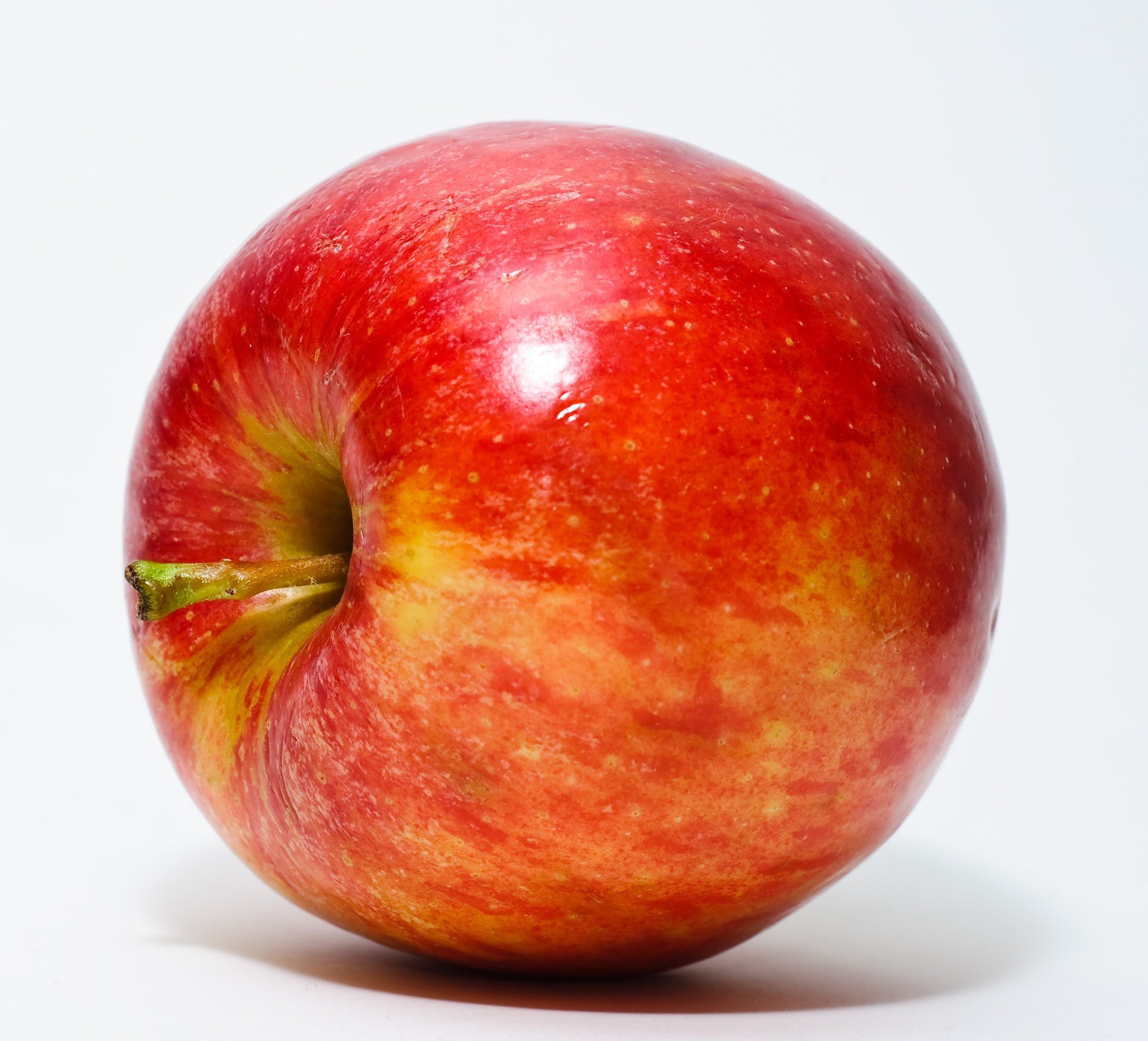
Butylhexanoat ist eine wichtige Aromakomponente in Äpfeln

Butylhexanoat ist eine Hauptkomponente der flüchtigen Aromaverbindungen von Äpfeln. Die Verbindung wirkt anziehend auf Weibchen des Pfirsichtriebwicklers, was eine mögliche Erklärung dafür ist, dass die Schädlinge innerhalb einer Saison zum Teil von Pfirsich- auf Apfelbäume migrieren. Die Verbindung wirkt außerdem anziehend auf die Apfelfruchtfliege und Weibchen des Apfelwicklers. Unter den flüchtigen Verbindungen aus Cupuacu macht die Verbindung etwa 1 % aus.

## Gewinnung und Darstellung
Butylhexanoat kann durch Veresterung von Hexansäure mit n-Butylalkohol in Benzollösung in Gegenwart von p-Toluolsulfonsäure gewonnen werden. Es entsteht auch bei der Vergärung von Kohlenhydraten unter Bildung von n-Butylalkohol und Aceton.

## Verwendung
Butylhexanoat ist in der EU unter der FL-Nummer 09.063 als Aromastoff für Lebensmittel allgemein zugelassen.

## Sicherheitshinweise
Butylhexanoat hat einen Flammpunkt von 81 °C.